# Idhultesjön
Idhultesjön är en sjö i Mönsterås kommun i Småland och ingår i Emåns huvudavrinningsområde.